# Pissodes castaneus
Pissodes castaneus là một loài côn trùng trong họ Curculionidae. Loài này được DeGeer miêu tả khoa học đầu tiên năm 1775.
Đây là loài gây hại của cây Pinus nigra, phát triển phổ biến ở Thổ Nhĩ Kỳ.